# Palazzo Buonvisi (Lucca)
Il Palazzo Buonvisi si trova a Lucca in via Fillungo, la strada principale che attraversa tutto il centro storico della città.
È stato costruito nel XVI secolo (su una trave del tetto è stata trovata la data del 1588) su case medievali preesistenti, delle quali ha conservato la curvatura determinata dalla strada.
Committente è stata la famiglia Buonvisi (pare per volontà del cardinale Buonviso Buonvisi), che in quel periodo fu la famiglia di mercanti più influente di Lucca, presente anche nella campagna lucchese con una dozzina di ville . 
Il palazzo è una delle più fastose architetture civili della città. Ha una facciata molto estesa ed è l’unico della città ad avere due cortili interni.
All’interno dell’edificio, oltre ai preziosi addobbi, era presente una copiosa biblioteca ed una quadreria ricca di ben 216 dipinti dei migliori pennelli, ma l’una e l’altra sono andate successivamente disperse .
Al primo piano del palazzo, oggi sede del Liceo Artistico , si conservano due soffitti originali in legno dipinto.
Il palazzo è di proprietà della Provincia di Lucca.